# الدكتور دسريسبكت
هيرشل بيم IV (بالإنجليزية: Herschel Beahm IV)‏ المعروف باسمه المستعار على الإنترنت الدكتور دسريسبكت، هو ستريمر على تويتش وأحد مشاهير الإنترنت.
جمع مايقارب 3.7 مليون متابع على المنصة تويتش، اشتهر بألعاب الـباتل رويال منها (H1Z1)، وبلاير أنونز باتل غراوندز، وكول أوف ديوتي: بلاك أوبس 4، وأبيكس ليجندز.

## الشخصية
لا يتميز بأنه لاعب محترف ولكن يُعتبر فنانًا في صناعة البث، وقد وصفته إي إس بي إن بأنه «شخصية دبليو دبليو أي في عالم العاب الفديو» عند اللعب كشخصية الدكتور دسريسبكت يرتدي شعر مستعار أسود، نظارة شمسية، قميص أحمر أو أسود طويل الأكمام، وسترة حمراء أو سوداء. واحدة من أبرز عباراته هي «أنا على قمة الجبل، وأنا فقط في منتصف الطريق!»، وشعاره هو «العنف، السرعة، الزخم».

## دراسته
تخرج بيم من جامعة ولاية كاليفورنيا للفنون التطبيقية، حيث لعب كرة السلة في دوري الدرجة الثانية (NCAA).